# Scam
L'scam (també anomenat frau 419, scam 419, o engany nigerià) és una estafa estesa a Internet. La denominació 4-1-9 ve del número de l'article del codi nigerià que sanciona aquest tipus de frau.
Un scam es presenta generalment sota la forma d'un spam en el qual una persona afirma posseir una important suma de diners (diversos milions de dòlars d'una herència, suborns, comptes sense hereu, fons a col·locar a l'estranger per un canvi de context polític, etc.) i explicitar la necessitat d'utilitzar un compte existint per transferir ràpidament aquests diners.

## Presentació
Aquesta estafa abusa de la credulitat i de la cobdícia de les víctimes utilitzant les missatgeries electròniques (Correu electrònic principalment) per sostreure'ls diners. Les primeres estafes d'aquest tipus van aparèixer com estafes sota la forma de lliurament postal.
La persona que origina l'scam demana ajuda per efectuar aquesta transferència de diners, a canvi de la qual ofereix un percentatge sobre la suma que serà transferida, en general per «valisa diplomàtica». Si la víctima accepta, se li demanarà a poc a poc que avanci sumes de diners destinades a cobrir despeses imaginàries (notaris, empreses de seguretat, suborns...) abans que la transferència no sigui efectiva; és clar, aquesta transferència no tindrà mai lloc.
El 2002, els serveis secrets dels Estats Units estimaven que aquest tipus d'estafa suposava diversos centenars de milions de dòlars anualment als seus autors i en constant augment.

## Variants
En una variant, el scamador pretén expressar-se en nom d'un organisme administrador de jocs de loteria, i anuncia a la víctima potencial que en un sorteig, ha guanyat una gran suma de diners i ha de contactar certes persones per rebre el seu premi. El procediment per recuperar el premi requereix el pagament de diverses despeses de gestió.
Una altra variant prové d'una persona o d'una empresa, que pretén oferir una feina a Àfrica (Nigèria); aquesta oferta de feina no existeix, però les víctimes són obligades a pagar diners per als permisos de treball o el viatge.
Una altra variant es desenvolupa en paral·lel als llocs web de trobades a internet, l'embolic scam, on una dona seductora dialoga algun temps i li acaba demanant diners per diverses raons (venir a veure'l, un problema de diners durant un viatge llunyà 
(Àfrica), pagament d'una agència de traducció (Europa de l'Est). Donant realment la impressió d'estar enamorada, l'engany és llavors fàcil.

## Procedència
Els scam  provenen sobretot d'Àfrica, però també de diferents països d'Europa (sobretot de l'Est) i d'Àsia.

## Exemple
Heus aquí un exemple de correu destinat a llançar un frau 4-1-9 :
De: Fred Kone
Tel:***-******** 
Courriel:****@yahoo.com 
Bon dia 
Em dic Fred Kone tinc 26 anys i visc a Costa d'Ivori. 
Malauradament com saps el meu país travessa un període molt difícil i m'ha obligat a fugir de la meva regió que és Bouaké (en el centre del país). El meu pare era un venedor de cacau molt ric a Abidjan, la capital econòmica de Costa d'Ivori. 
Abans de no ser ferit pels rebels, i urgentment conduït a l'hospital se m'ha fet saber que havia guardat 5.000.000 de dòlars en un maletí en una societat de seguretat a Abidjan. 
Quan van anunciar la mort del meu pare em vaig precipitar a la seva cambra amb l'objectiu de prendre tot el que tenia com a document administratiu, i vaig descobrir el certificat de dipòsit concedit per la companyia de seguretat al meu pare. Una vegada arribat a Abidjan vaig intentar verificar la validesa d'aquest document. 
El director de la societat m'ha confirmat l'existència d'aquest maletí al seu establiment. Per por de perdre aquests diners, sol·licito l'ajuda d'algú per tal de transferir aquests diners que el meu pare m'ha llegat a un país estranger per invertir ja que la situació a Costa d'Ivori és sempre incerta. 
Una vegada la transferència efectuada tornaré allà per recuperar aquests diners i fer-hi la meva vida. Si em pot ajudar enviï'm de pressa una resposta per tal que es pugui trobar un acord. En l'espera d'una resposta favorable rebi les meves salutacions i que déu el beneeixi. 
PS: No oblidi contactar-me directament a la meva adreça privada:****@yahoo.com 
Fred Kone. 
Existeixen uns quants centenars de variants d'aquesta estafa.

## Morts violentes
El frau 4-1-9 ha estat l'origen de diverses morts violentes :
- El juny del 1995, un estatunidenc va ser assassinat a Lagos, a Nigèria, després d'haver intentat recuperar els seus diners.[2]
- El febrer del 2003, un txec va matar un diplomàtic nigerià a qui prenia per responsable de l'estafa.[3]
- El gener del 2004, un britànic es va suïcidar en conseqüència d'una depressió provocada per una estafa per scam.[4]
- El desembre del 2004, un grec, víctima de scam, havia estat segrestat a Durban a Sud-àfrica. Es va demanar un rescat però no es va pagar. Va ser mutilat i després assassinat.[5]

## Origen del terme
La denominació 419 ve del número de l'article del codi nigerià que sanciona aquest tipus de frau.
L'origen de les estafes per correu és anterior a l'adopció generalitzada d'Internet. El primer cas occidental d'estafa d'aquest tipus es remunta a la Revolució francesa: es tracta de les cartes de Jerusalem.
Des de la segona meitat del segle xx, els nigerians s'han inspirat en els estudis del segle precedent sobre les primeres xarxes de tramesa massiva de correus postals de vocació fraudulenta. El fenomen nigerià, de propagació ràpida, va ser ràpidament identificat i denunciat pels serveis d'Estat anglesos i americans, cosa que va portar a la seva penalització a Nigèria.
Internet ha produït una verdadera explosió de l'engany (alhora en quantitat i en eficàcia). S'observen variants que no són només limitades a Àfrica i sembla confirmat que estafadors de tots els països s'amaguen darrere aquestes identitats inventades.

## Scambaiters
Certs internautes s'han especialitzat en la lluita contra aquests enganys, i sobretot el scam africà. Se'ls denomina "scambaiters" (de scam  frau i bait  esquer).
El seu objectiu és d'ocupar i de fer perdre temps i diners a aquests estafadors, que es connecten en general des de cibercafès, i que paguen doncs les seves connexions. Hi hauria actualment scambaiters a pràcticament tots els països del món.